# Ludwig Eduard Heydemann
Ludwig Eduard Heydemann (* 18. Mai 1805 in Berlin; † 11. September 1874 ebenda) war ein deutscher Jurist.

## Leben
Ludwig Heydemann studierte in Berlin und in Heidelberg Rechtswissenschaft und Geschichte, habilitierte sich nach längerer Tätigkeit im Justizdienst, zuletzt als Assessor beim Kammergericht, 1840 als Privatdozent an der Berliner Universität. Er veröffentlichte hierauf die rechtshistorische Monographie Die Elemente der Joachimischen Konstitution vom Jahr 1527 (Berlin 1841) und wurde 1841 zum außerordentlichen, 1845 zum ordentlichen Professor für das preußische Landrecht befördert. Unter Savignys Leitung war er 1842–48 als Hilfsarbeiter im Justizministerium für Gesetzrevision tätig.
Seit 1846 Vorsitzender des Literarischen Sachverständigenvereins, gab er dessen Gutachten in einer Sammlung (Berlin 1848) heraus und war seit 1858 auch Vorsitzender des Musikalischen Sachverständigenvereins. In beiden Vereinen hatte er vielfach bei der Vorbereitung legislativer Aufgaben und internationaler Verträge zum Schutz des Autorrechts mitzuwirken. Eine Frucht dieser Tätigkeit war die von ihm mit Otto Dambach herausgegebene Schrift Die preußische Nachdrucksgesetzgebung, erläutert durch die Praxis des Literarischen Sachverständigenvereins (Berlin 1863).
Sein Hauptwerk ist das System des preußischen Zivilrechts im Grundriß (Berlin 1851), welches in zweiter, völlig umgestalteter Auflage als Einleitung in das System des preußischen Zivilrechts (Leipzig 1861–68, 2 Bde.) erschien, dessen Vollendung aber durch seinen Tod im September 1874 unterbrochen wurde. Otto Dambach hielt 1874 die Gedächtnisrede.
Heydemann wurde 1849 in die Freimaurerloge Zum flammenden Stern in Berlin aufgenommen; 1862 war er Mitglied des Bundesdirektoriums der Großen National-Mutterloge Zu den drei Weltkugeln und dort mit der Ausarbeitung der freimaurerischen Gesetzgebung befasst.
Sein jüngerer Bruder Albert Heydemann (* 1808; † 1877) wurde Gymnasialdirektor.